# Arnaud Tournant
Arnaud Tournant (ur. 5 kwietnia 1978 w Roubaix) – francuski kolarz torowy, czterokrotny medalista olimpijski i dziewiętnastokrotny medalista mistrzostw świata.

## Kariera
Specjalizuje się w wyścigu ze startu zatrzymanego i sprincie. Na igrzyskach zdobył łącznie cztery medale – złoto w drużynie w Sydney, srebro i brąz w Atenach oraz srebro w Pekinie. Zdobył największą liczbę medali na mistrzostwach świata w historii. Ustanowiony przez niego rekord świata na 1 km ze startu zatrzymanego (58,875 s) w 2001 roku jest niepobity do dziś. Po igrzyskach olimpijskich w Pekinie zakończył karierę.

## Starty olimpijskie (medale)
Sydney 2000
- sprint drużynowo –  złoto

Ateny 2004
- 1 km ze startu zatrzymanego –  srebro
- sprint drużynowo –  brąz

Pekin 2008
- sprint drużynowo –  srebro

### Mistrzostwa świata w kolarstwie torowym
- 1997 –  sprint drużynowo
- 1998 –  sprint drużynowo;  1 km ze startu zatrzymanego
- 1999 –  sprint drużynowo;  1 km ze startu zatrzymanego
- 2000 –  sprint drużynowo;  1 km ze startu zatrzymanego
- 2001 –  sprint drużynowo;  sprint;  1 km ze startu zatrzymanego
- 2002 –  1 km ze startu zatrzymanego
- 2003 –  sprint drużynowo;  1 km ze startu zatrzymanego
- 2004 –  sprint drużynowo; 1 km ze startu zatrzymanego
- 2006 –  sprint drużynowo;  keirin
- 2007 –  sprint drużynowo
- 2008 –  sprint drużynowo